# Mauricův mlýn
Mauricův mlýn v Těšovicích v okrese Prachatice je vodní mlýn, který stojí na levém břehu řeky Blanice. Od roku 2003 je chráněn jako nemovitá kulturní památka České republiky.

## Historie
Mlýn byl založen během 1. třetiny 19. století (je zaznamenán až na mapě stabilního katastru z roku 1837).
V roce 2002 byl poškozen povodní.

## Popis
Areál se skládá z obytné budovy, mlýnice, kolny a řezárny, sýpky, stodoly a vodního náhonu.
Voda na vodní kolo vedla náhonem od jezu. V roce 1930 měl mlýn jedno kolo na střední vodu (průtok 0.32 m³/s, spád 1.9 m, výkon 4.5 HP). Dochovalo se kompletní umělecké složení.